# Subdivisions d'Adyguée
La République d'Adyguée est divisée en 7 raïons (districts) et 2 villes.

## Raïons
1. Raïon de Chovguenov (chef-lieu : aoul de Khakourinokhabl)
2. Raïon de Guiaguinskaïa (chef-lieu : stanitsa Guiaguinskaïa)
3. Raïon de Kochekhabl (chef-lieu : aoul de Kochekhabl)
4. Raïon de Krasnogvardeïskoïe (chef-lieu : village de Krasnogvardeïskoïe)
5. Raïon de Maïkop (chef-lieu : ville de Maïkop)
6. Raïon de Takhtamoukaï (chef-lieu : aoul de Takhtamoukaï)
7. Raïon de Teoutchej (chef-lieu : aoul de Ponejoukaï)

## Villes
1. Adygueïsk
2. Maïkop